# Porzellanmanufaktur Fürstenberg

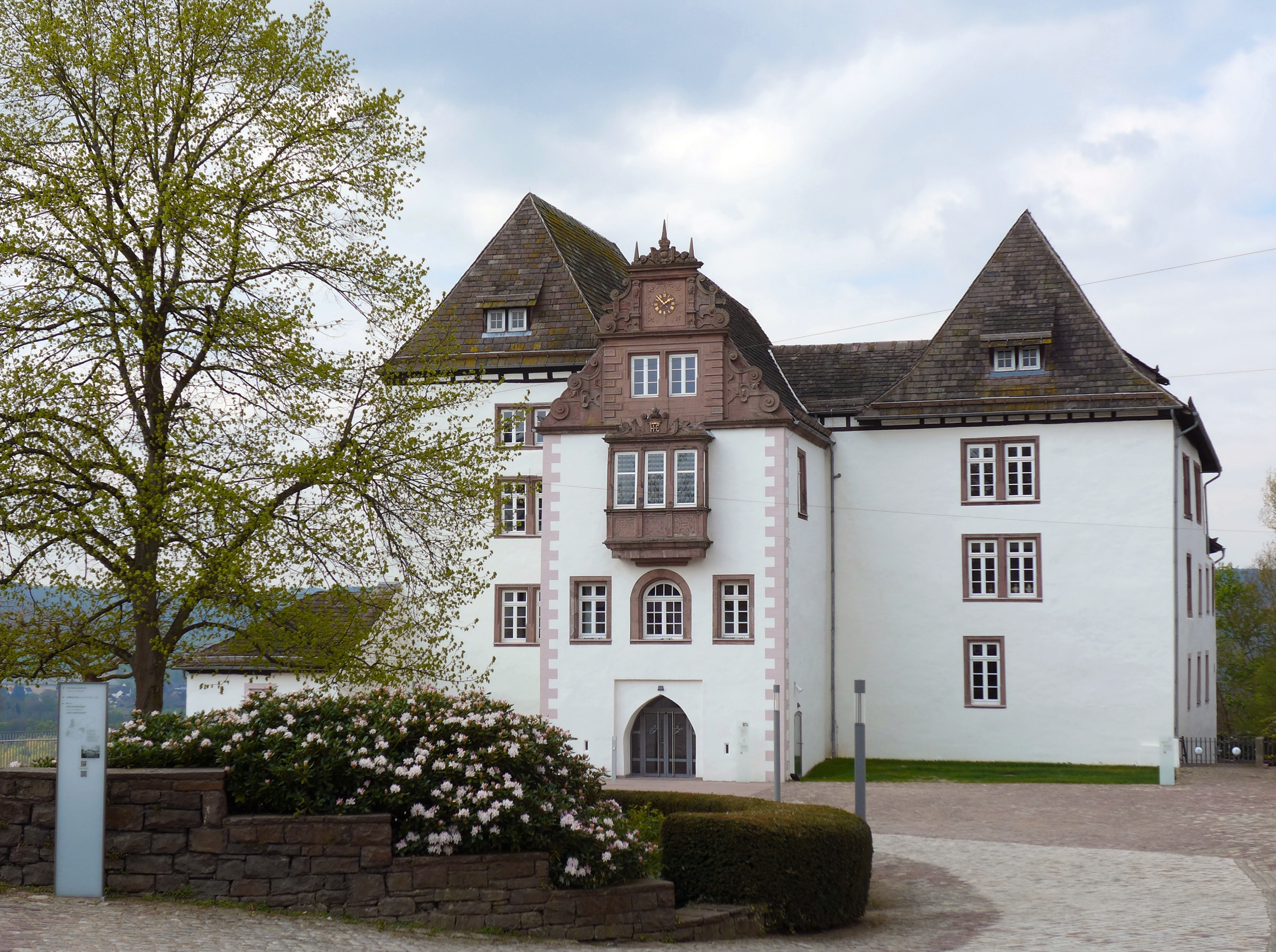
Schloss Fürstenberg, Sitz der Porzellanmanufaktur von 1750 bis 1972

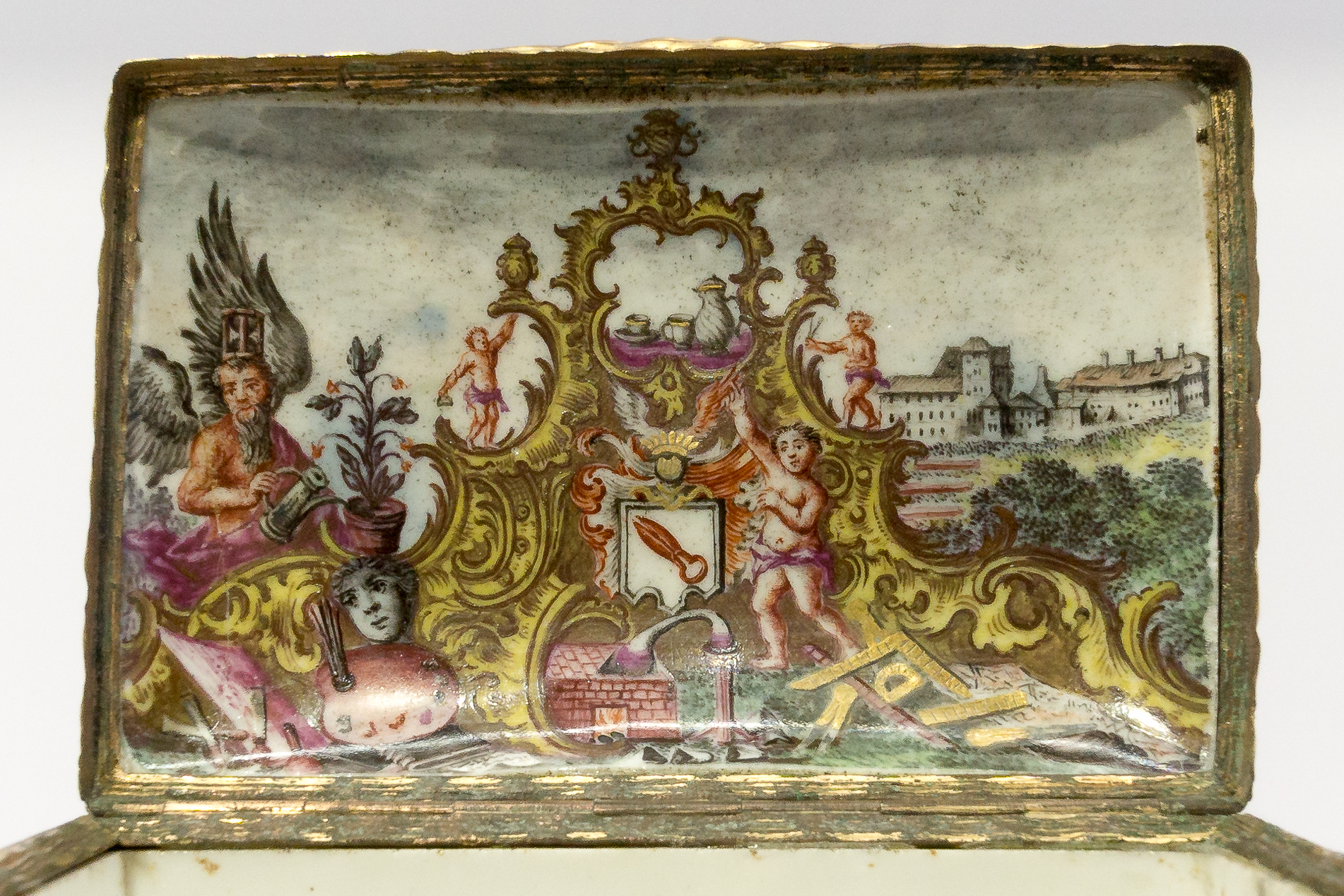
Tabatière (um 1760) mit dem Wappen Johann Georg von Langens, 1747 Gründer der Manufaktur (rechts am Rand sichtbar).

Die Porzellanmanufaktur Fürstenberg ist eine Porzellanmanufaktur in Fürstenberg in Niedersachsen. Sie wurde dort 1747 gegründet und hatte ab etwa 1750 ihren Sitz im Schloss Fürstenberg. 1972 wurde die Produktion in neue Fertigungsgebäude neben dem Schloss verlagert. Das Porzellan wird als das „Weiße Gold der Weser“ vermarktet. Die Porzellanmanufaktur war seit 1888 eine Aktiengesellschaft und wurde 1966 in eine GmbH umgewandelt, die sich von 1970 bis 2019 zu 98 Prozent im Besitz der Norddeutschen Landesbank befand. Die restlichen zwei Prozent gehören dem Landkreis Holzminden. Aufgrund der Schwierigkeiten der Nord LB war Anfang 2019 die Übernahme der Porzellanmanufaktur durch das Land Niedersachsen im Gespräch. Im Dezember 2019 wurden die Anteile der Nord LB an der Porzellanmanufaktur Fürstenberg vom Land Niedersachsen übernommen.

## Geschichte

### Gründung
Fürstenberg ist die zweitälteste bis heute am selben Standort produzierende Porzellanmanufaktur Deutschlands. Die Manufaktur wurde durch eine Verfügung von Herzog Karl I. von Braunschweig-Wolfenbüttel vom 11. Januar 1747 gegründet. In dieser wurde der Hofjägermeister Johann Georg von Langen mit der Durchführung beauftragt. Die Gründung erfolgte im Zuge der kameralistischen Wirtschafts- sowie Bevölkerungspolitik des Herzogs und diente dem Aufbau eines Manufakturwesens im Braunschweigischen Weserdistrikt in der Zeit des aufblühenden Merkantilismus. Bei Fürstenberg boten sich zur wirtschaftlichen Nutzung die reichen Holzvorräte und der regional vorhandene Rohstoff Kaolin an, der bei Neuhaus im Solling abgebaut wurde und in der Glasurmühle im Dorf Fohlenplacken aufbereitet wurde. Zur Produktion von echtem Porzellan für den Markt kam es erst nach mehrjährigen Experimenten. Zwar gelang 1750 der erste Brand von über 100 Geschirrteilen in einem neuen Porzellanbrennofen, es bestehen aber erhebliche Zweifel, dass es sich um echtes Porzellan handelte, da Ton und kein Kaolin verwendet wurde.
Der Manufakturbetrieb zur Herstellung von Porzellan entstand etwa 500 Meter östlich vom Schloss Fürstenberg. In der ab 1744 vom Erfinder Johann Bessler als Windmühle unvollendet erbauten Alten Mühle als Steingebäude mit Fachwerkaufsatz wurde 1747 ein Laboratorium mit Trocken- und Brennöfen eingerichtet. Darin wirkte und wohnte der angebliche Arkanist Johann Christoph Glaser, der seine Dienste zur Porzellanherstellung angeboten hatte. Neben der Alten Mühle entstand um 1748–1750 das Alte Brennhaus, das in den Anfangsjahren als Brennhaus für Porzellan genutzt wurde. Bei mehrjährigen Ausgrabungen von 2009 bis 2012 wurden darin die ersten Brennöfen der Porzellanmanufaktur aus der Zeit um 1748–1750 freigelegt, die als die ältesten erhaltenen Porzellan-Brennöfen in Europa gelten.
1751 hatte die Porzellanmanufaktur 17 Beschäftigte, darunter Bossierer, Dreher, Former, Brennmeister und Hüttenknechte.

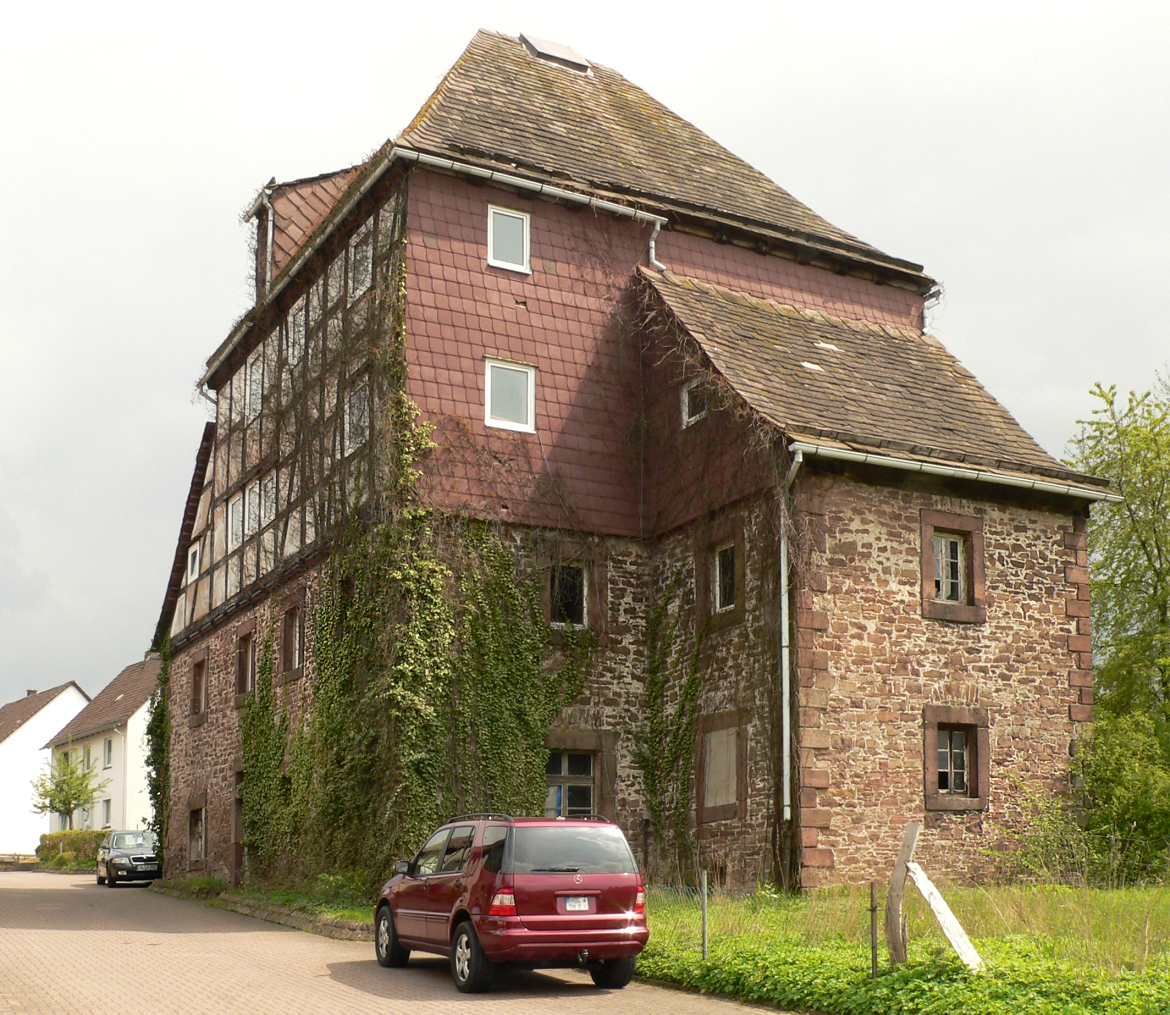
Die Alte Mühle mit erstem Laboratorium und Versuchsbrennöfen
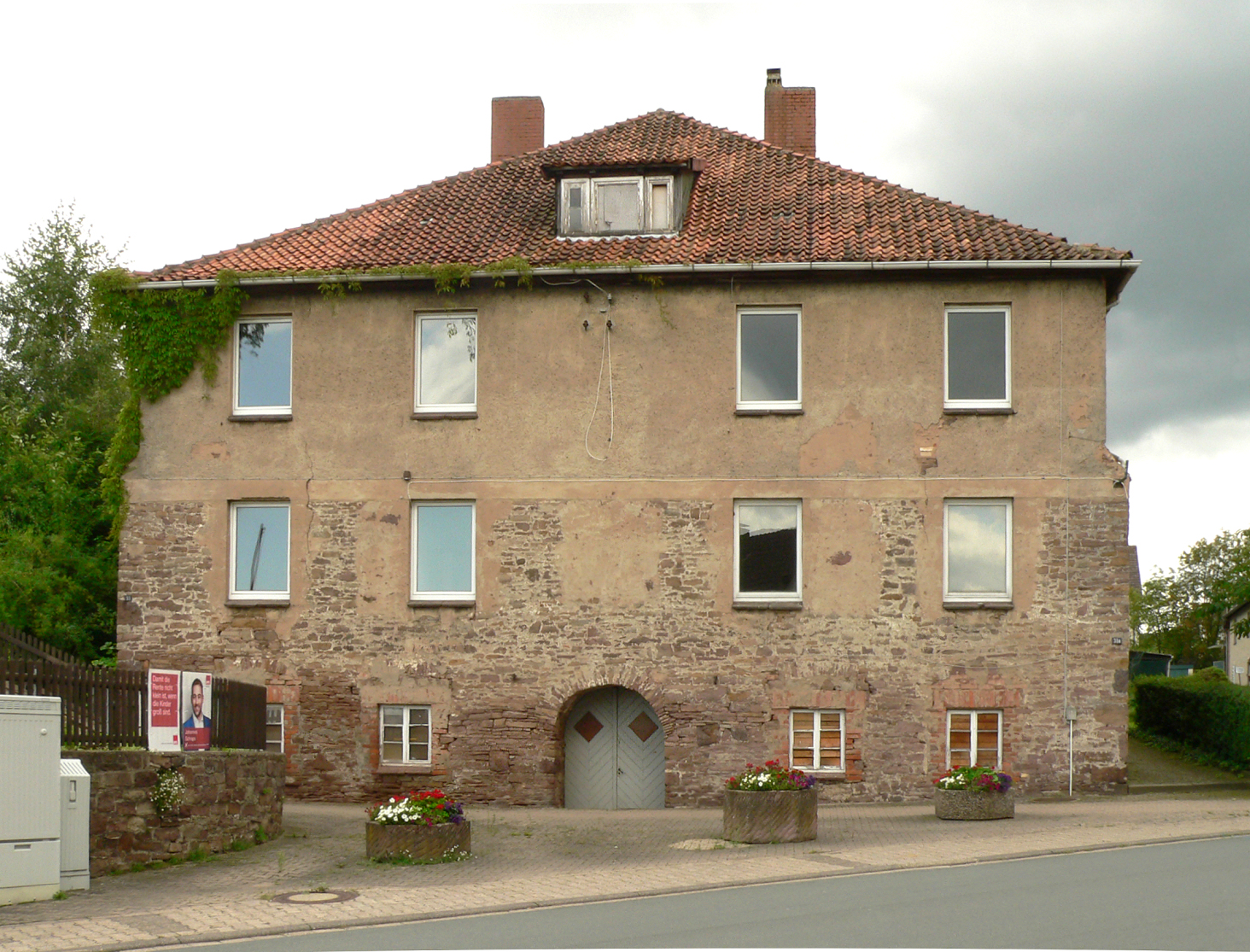
Straßenansicht des Alten Brennhauses
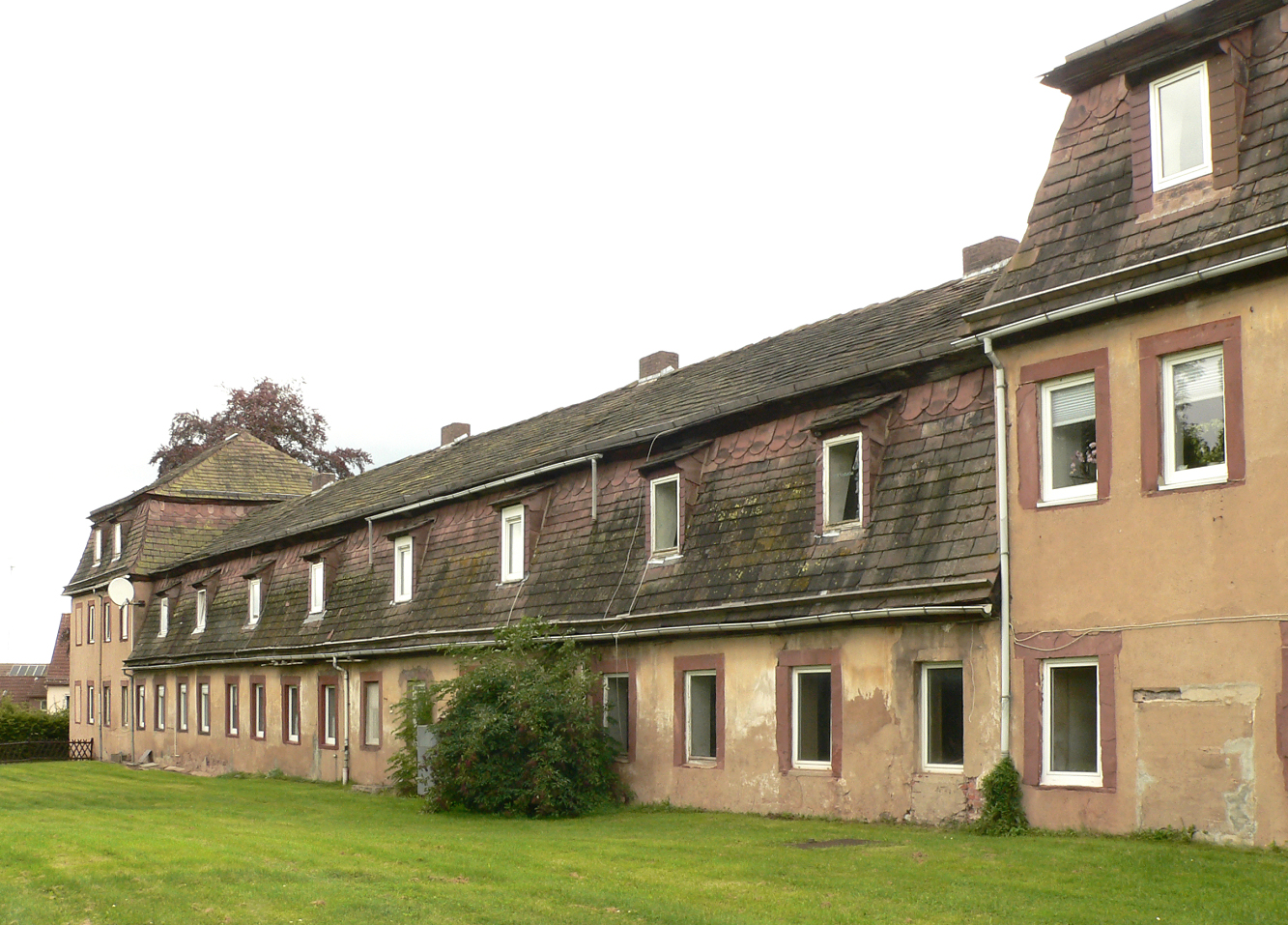
Gebäude der Von Langen-Reihe als frühere Werkswohnungen der Manufakturmitarbeiter

### Betriebsbeginn
Als 1753 noch immer nicht die richtige Porzellanmasse gefunden war, wurde der als technischer Leiter angestellte Arkanist Johann Christoph Glaser in Unehren entlassen. Erst durch den von der Höchster Porzellanmanufaktur abgeworbenen Arkanisten Johann Kilian Benckgraff kam das Wissen um die Porzellanherstellung 1753 nach Fürstenberg und die Produktion setzte mit hohen Stückzahlen ein. Im selben Jahr verfügte Herzog Karl I., die Porzellanstücke mit einem blauen „F“ zu versehen. Um namhafte Künstler an die Manufaktur zu binden, entstanden für Dreher, Former und Porzellanmaler 1754 mit der Von Langen-Reihe sechs gehobene Reihenwohnhäuser. Mit ihren Mansarddächern erwecken sie einen schlossartigen Eindruck und sind ein frühes Beispiel des Werkswohnungsbaus.
Aus den Berichten des Hofjägermeisters Johann Georg von Langen an Herzog Karl I. ist zu entnehmen, dass ab etwa 1750 das Schlossgebäude Fürstenberg in den Manufakturbetrieb einbezogen wurde. Die reguläre Produktion erforderte größere Umbaumaßnahmen im Schloss Fürstenberg, die von 1755 bis 1757 erfolgten. Dazu gehörte der Bau von Brennöfen im Schlossgebäude und im Schlossgraben, die Anlage von Holzlagern sowie die Einrichtung von Arbeitsräumen für Dreher, Maler und Former. In der rund 200-jährigen Produktionszeit verdichtete sich die Bebauung im Schlossbereich immer weiter. 1840 wurde vor die Renaissance-Fassade des Schlosses ein Flachbau für die Dreherei gesetzt. Erst nach einem Brand im Schloss 1974 wurden die nachträglich erbauten Produktionsgebäude zur Wiederherstellung der historischen Schlossanlage abgerissen.

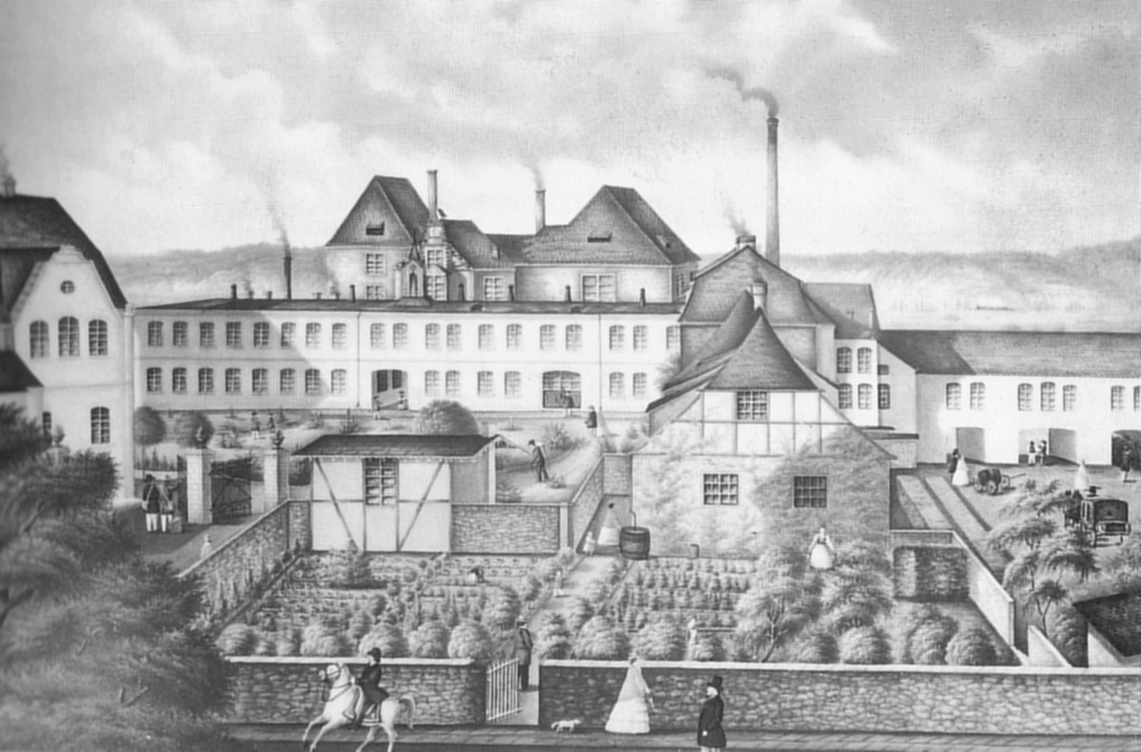
Verdichtete Bebauung im Schlossbereich durch die Porzellanmanufaktur, 1850

In Braunschweig wurden 1756 eine Hauptniederlassung mit Warenlager und ein Zweigbetrieb für Buntmalerei eröffnet, in dem so bekannte Maler wie Pascha Johann Friedrich Weitsch für die Manufaktur tätig waren.
Aus der Manufaktur Fürstenberg, die viele Meißner Modelle und Dekore kopierte, gingen die Brüder Luplau nach Kopenhagen. Im Jahr 1761 Christian Luplau, der Maler, und dann 1776 Anton Carl Luplau, der Modelleur. Sie nahmen ihre Kenntnisse mit und um 1775 begann die Kopenhagener Manufaktur damit, Porzellan mit Strohblumenmuster zu bemalen. Schirmherrin der Porzellanmanufaktur Royal Copenhagen war die dänische Königin, Juliane von Braunschweig-Wolfenbüttel, eine Schwester von Karl I.
1774 machte die Fürstenberger Manufaktur erstmals Gewinn und durfte neben der Königlichen Porzellan-Manufaktur Berlin auch eine Verkaufsniederlassung in Berlin eröffnen. 1859 entschloss sich die Braunschweiger Regierung, das Unternehmen zu verpachten. 1888 erfolgte die Umwandlung in eine Aktiengesellschaft.
Im 19. Jahrhundert soll die Dichterin Annette von Droste-Hülshoff die Porzellanmanufaktur in Fürstenberg als das „rauchende Schloss“ bezeichnet haben.

### 20. Jahrhundert

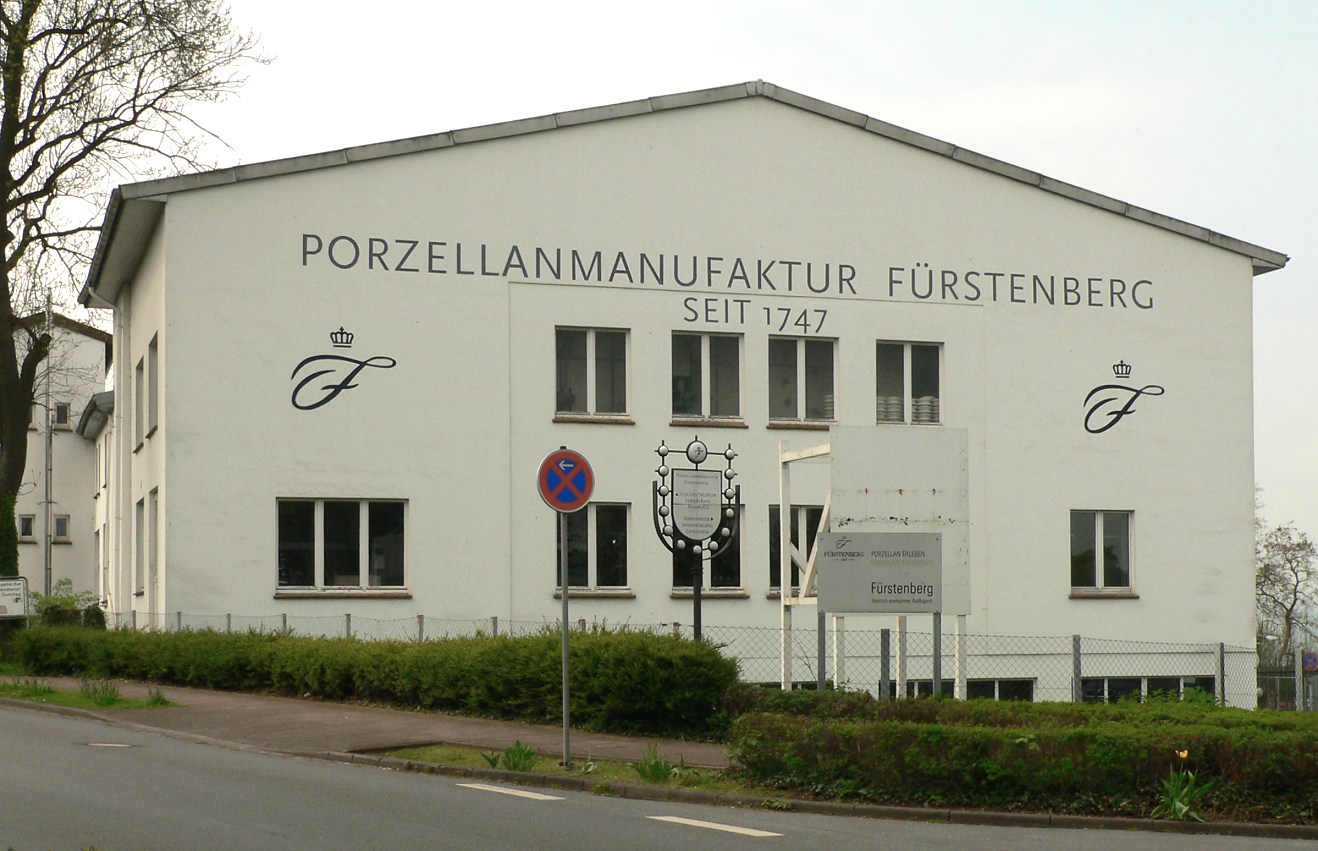
Heutiges Produktionsgebäude unterhalb des Schlosses

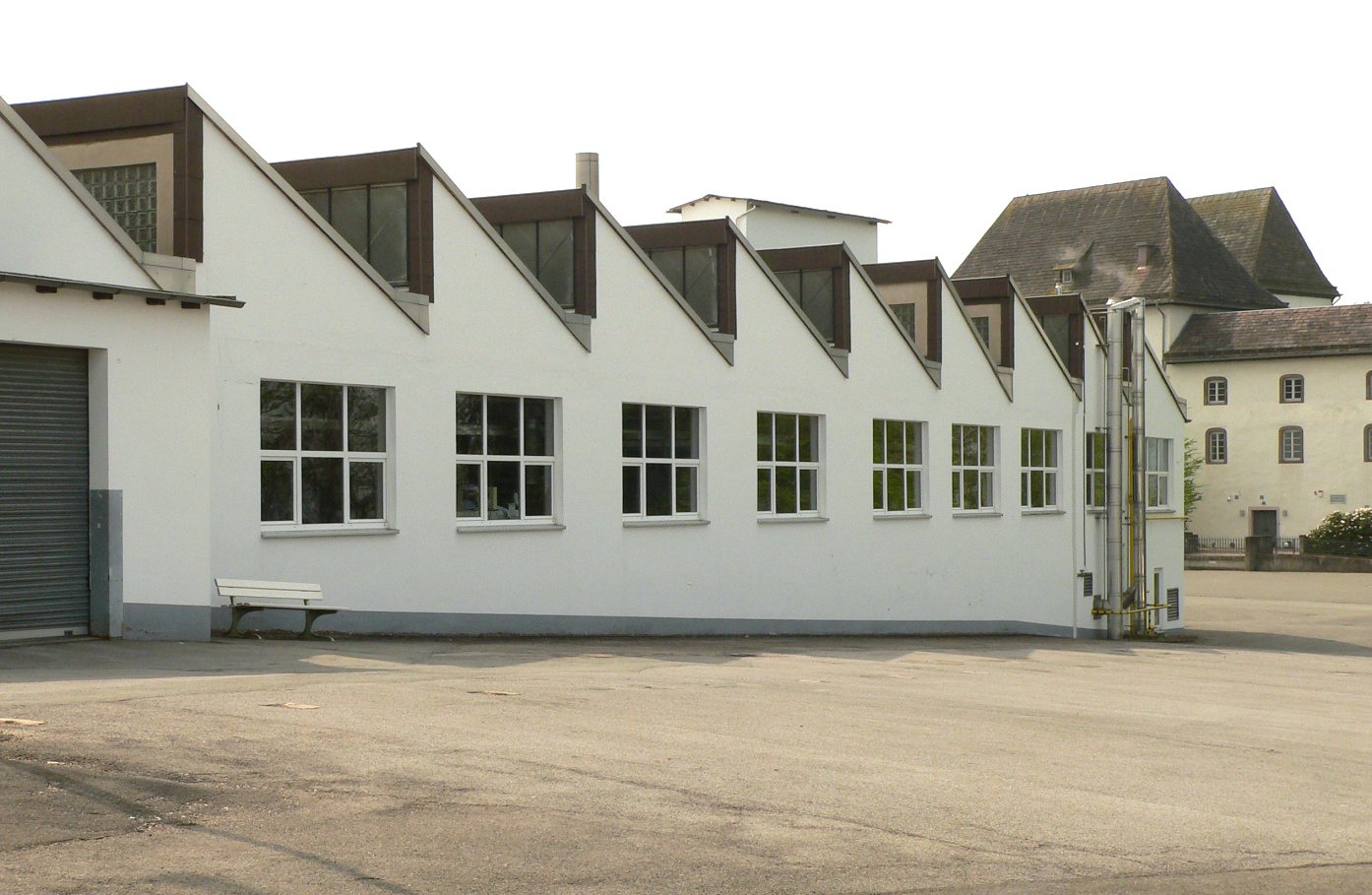
Moderne Produktionshallen mit Sheddach, im Hintergrund das Schloss

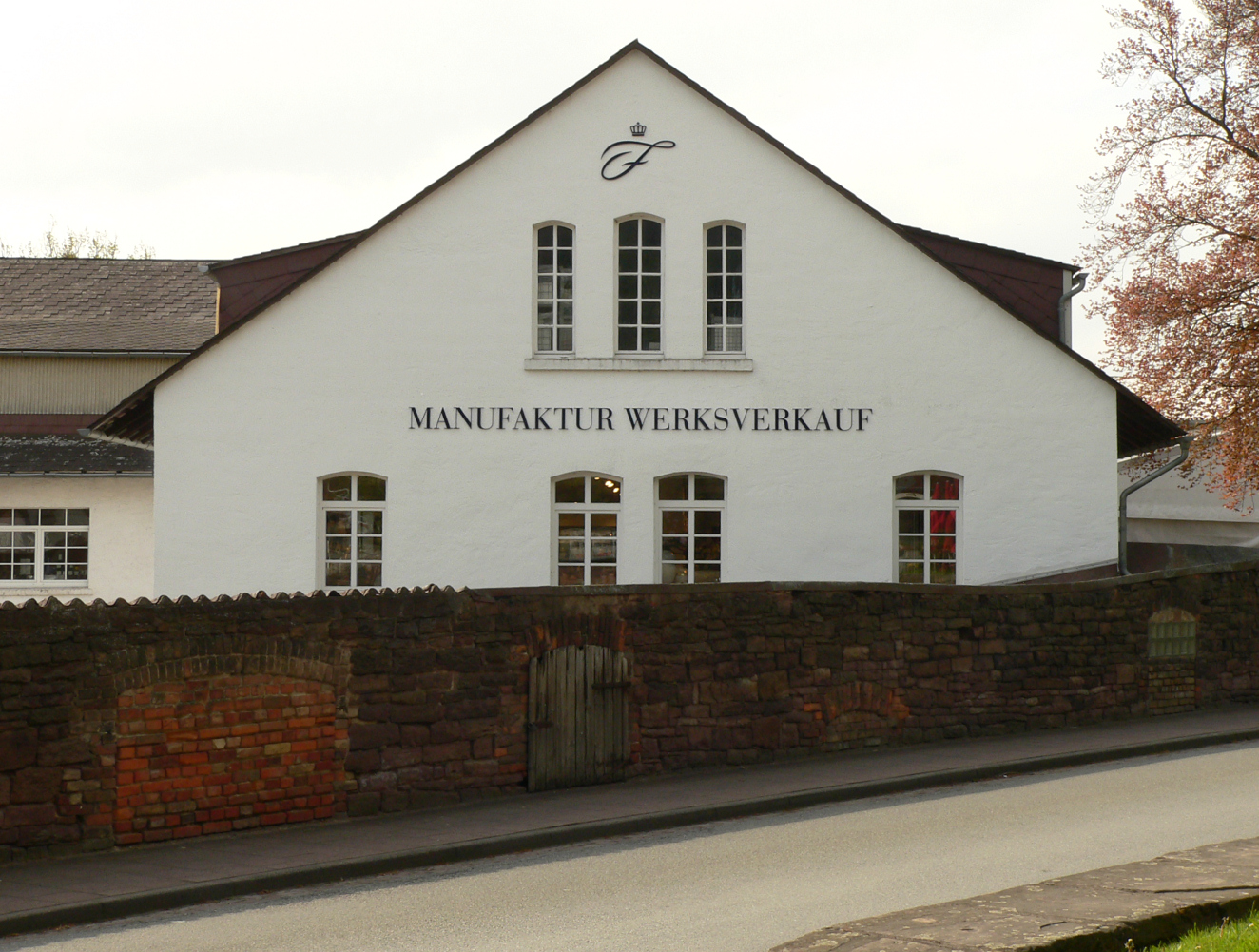
Werksverkauf

1906 wurde zusätzlich eine Malerei in Dresden eröffnet. Durch eine Überschwemmung wurden 1923 die Brennöfen zerstört. Im Zuge der Weltwirtschaftskrise in den 1920er Jahren brach auch der Verkauf der Manufaktur ein und sie musste 1926 vorübergehend schließen. Mit Exporten in die USA konnte die Produktion weiter betrieben werden.
Während des Zweiten Weltkriegs beschäftigte die Fabrik 30 Zwangsarbeiterinnen aus der Sowjetunion, die der Direktor Fritz Kreikemeier schlecht behandelt haben soll. Kreikemeier ließ ab 1940 drei- und vierteilige Sätze von Einmachhäfen aus Weißporzellan herstellen, die zu den erfolgreichsten Produkten der Manufaktur in den Kriegsjahren zählten.
1957 formte der Werksmodelleur Walter Nitzsche das Niedersachsenpferd, das bis heute das offizielle Staatsgeschenk des Landes Niedersachsen ist. Auch der Landkreis Holzminden hat für Ehrungen und Auszeichnungen einen Porzellanteller mit dem Merian-Stich des Klosters Amelungsborn schaffen lassen.
Die Braunschweigische Staatsbank, ein Vorgängerinstitut der Norddeutschen Landesbank (NORD/LB), übernahm 98 Prozent der Anteile an der Manufaktur und wandelte sie 1966 innerhalb ihrer Tochtergesellschaft Braunschweig GmbH zu einer GmbH um. Mit zwei Prozent ist der Landkreis Holzminden beteiligt. 1972 wurden die neuen Fertigungshallen unterhalb des Schlosses bezogen und die Produktion aus dem historischen Schloss ausgelagert. Insgesamt gab es zu jener Zeit 550 Mitarbeiter. 1993 wurde mit der Reorganisation der Produktion und dem Einbau moderner Brennöfen begonnen. Ein Teil der Gebäude steht auf Erbbaurechtsgrundstücken, die der Braunschweig-Stiftung, einem Teil der Stiftung Braunschweigischer Kulturbesitz gehören.

### 21. Jahrhundert
Im Jahr 2004 mussten wegen sinkenden Absatzes rund 40 von 150 Mitarbeitern entlassen werden. Die Jahresumsätze lagen in den Jahren nach der Finanzkrise ab 2007 um 5 Mio. Euro, wobei nach Konsumzurückhaltung Verluste von der Muttergesellschaft aufgrund eines Ergebnisabführungsvertrages übernommen wurden. Entsprechend der branchenspezifischen Marktsituation, die Überkapazität und Preisdruck kennzeichnet, war das Geschäft mit Standardware defizitär und sollte durch Wachstum im Luxussegment verbessert werden. Diese Geschäftsentwicklung entsprach der seit den späten 1970er Jahren anhaltenden Krise in der deutschen Porzellanindustrie, ausgelöst durch gesellschaftliche Veränderungen und Billigimporte aus anderen Ländern, wobei sich in jüngerer Zeit eine Trendwende im gehobenen bis luxuriösen Preissegment abzeichnete. Ein neues Corporate Design wurde eingeführt und 2011 mehrfach prämiert. Zur Kundschaft der Porzellanmanufaktur gehören auch 5-Sterne-Hotels wie Schloss Fuschl in Hof bei Salzburg oder das Grand Hotel Heiligendamm. Zudem gibt es in Fürstenberg einen Werksverkauf.
2017 machte die Porzellanmanufaktur Fürstenberg ein Minus von knapp 4,2 Millionen Euro und die Mitarbeiterzahl sank von 105 auf 88. Nach 2019 zog sich die Nord/LB als Haupteigentümerin aus der Porzellanmanufaktur zurück. Das Unternehmen ging zu 98 Prozent über eine Beteiligungsgesellschaft in Landesbesitz über. Die restlichen zwei Prozent hält der Landkreis Holzminden. In den Jahren 2022 bis 2024 machte die Porzellanmanufaktur einen Verlust von rund 10,25 Millionen Euro. Deswegen kritisierte der Bund der Steuerzahler die Beteiligung des Landes am Unternehmen. Die niedersächsische Landesregierung erklärte, dass sie auch zukünftig an der Fürstenberger Porzellanmanufaktur festhalten will, weil sie ein wichtiger regionaler Arbeitgeber und Teil des niedersächsischen Kulturgutes sei.

### Leitung
| Amtszeit       | Name                                                                                 | Anmerkungen |
| -------------- | ------------------------------------------------------------------------------------ | --- |
| 1747–1763      | Johann Georg von Langen                                                              | |
| 1763–1769      | Bernhard August Trabert                                                              | |
| 1769–1790      | Johann Ernst Kohl und ? Kaulitz                                                      | |
| 1790–1796      | Carl August Wilhelm Hellwig und Heinrich Ludwig Hampe                                | |
| 1797–1814      | Louis Victor Gerverot                                                                | arbeitete bereits 1766/1767 als Porzellanmaler in Fürstenberg                                                            |
| 1817–1821      | Carl Prössel                                                                         | |
| 1821–1825      | Georg Leschen                                                                        | |
| 1825–1856      | Wilhelm Stünkel                                                                      | |
| 1856–1861      | Johann Carl Prössel und Georg Friedrich Schmidt                                      | Johann Carl Prössel war Sohn des Wilhelm Heinrich Christian Prössel und ab 1859 bis 1861 Pächter der Porzellanmanufaktur |
| 1861–1872      | Freytag und Heinrich Witte Pächter der Porzellanmanufaktur                           | |
| 1872–1876      | Heinrich Witte                                                                       | alleiniger Leiter des Unternehmens und Pächter der Porzellanmanufaktur                                                   |
| 1876–1888/1895 | Friedrich Heinrich Hermann (Fritz) Barttlingck                                       | von 1876 bis 1888 als privater Eigentümer sowie von 1888 bis 1895 als Direktor der Aktien-Gesellschaft                   |
| 1895–1902      | Gürtler Direktor der Aktien-Gesellschaft                                             | |
| 1902–1919      | Johann Kruse Direktor der Aktien-Gesellschaft                                        | |
| 1919–1934      | Arthur Mehner Direktor der Aktien-Gesellschaft                                       | |
| 1934–1945      | Fritz Kreikemeier (28. Januar 1890 – 9. April 1945) Direktor der Aktien-Gesellschaft | zuvor Direktor der Arzberg-Porzellan                                                                                     |
| 1945–1946      | Sommer                                                                               | |
| 1946 – ?       | Otto Wiese und ? Sommer                                                              | |
| ? bis 1949     | Otto Wiese                                                                           | alleiniger Direktor der Aktien-Gesellschaft                                                                              |
| 1949–1963      | ?                                                                                    | |
| 1963–1989      | Hans-Joachim Beyer                                                                   | Direktor und Vorsitzender der Geschäftsführung                                                                           |
| 1989–1993      | Lueder Lueßen                                                                        | |
| 1993–2010      | Christian Hirsch                                                                     | |
| 2010–2021      | Stephanie Saalfeld                                                                   | |
| 2021–2025      | André Neiß                                                                           | |
| 2025–heute     | Cornelia Abbe                                                                        | |

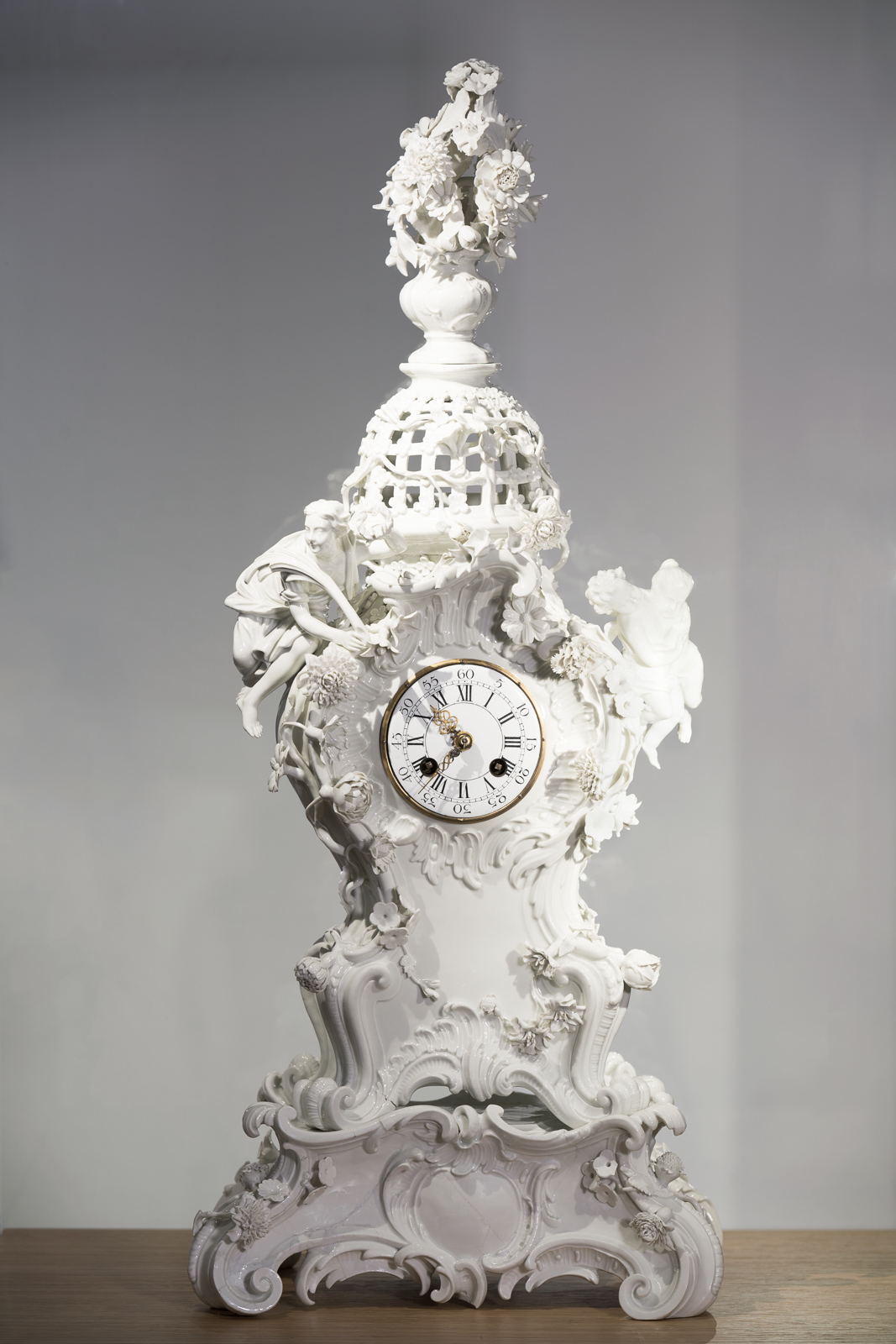
Uhrengehäuse, um 1760

- Christian Lechelt ist  seit Oktober 2016 Leiter des Museums Schloss Fürstenberg

### Museum
Das Schloss Fürstenberg beherbergt seit 1957 das Museum Schloss Fürstenberg als Museum der Manufaktur und gibt einen Überblick über deren Produktion von den Anfängen zur Zeit des Rokoko bis zum heutigen Tage. Weitere nennenswerte Fürstenberg-Sammlungen finden sich in den norddeutschen Museen von Braunschweig, Bremen, Schwerin und Wolfenbüttel sowie in Weimar.

### Künstler
- Jean Jacques Desoches (18. Jahrhundert), Porzellanmodelleur und Bossierer
- Johann Heinrich Eisenträger (1730–1788), Porzellanmaler
- Simon Feilner (1726–1798), Porzellanmaler und Modelleur
- Louis Gerverot (1747–1829), Porzellanmaler und von 1797 bis 1814 Direktor der Porzellanmanufaktur
- Alfredo Häberli (* 1964), Designer
- Albert Hinrich Hussmann (1874–1946), Bildhauer und Maler
- Christian Friedrich Krull (1748–1787), Modelleur
- Anton Carl Luplau (1745–1795), Modelleur
- Andreas Philipp Oettner (1735–1792), Porzellanmaler
- Johann Christoph Rombrich (1731–1794), Modelleur
- Johann Christian Ruhl (1764–1842), Modelleur
- Karl Heinrich Schwarzkopf (1763–1846), Modelleur
- Erich August Sundermann, Künstlerischer Leiter und Design-Berater (1963–1976) sowie darüber hinaus freier Design-Berater[23]
- Ludwig Sebbers (1804– nach 1837), Lithograf, Porträt- und Porzellanmaler
- Wilhelm Wagenfeld (1900–1990), Designer, Entwurf der Geschirrserie Form 639
- Pascha Johann Friedrich Weitsch (1723–1803), Porzellanmaler

## Freundeskreis
- Seit 2005 gibt es den Freundeskreis Fürstenberger Porzellan e. V.[24]

## Videos
- Ein Pompeji der Porzellangeschichte - Die älteste erhaltene Brennofenanlage Europas., 4,13 Minuten, Freundeskreis Fürstenberger Porzellan e. V.
- 275 Jahre Porzellanmanufaktur Fürstenberg, Hallo Niedersachsen, 3. Juli 2022 (ein Jahr online)
- Historische Handarbeit: 275 Jahre Porzellanmanufaktur Fürstenberg, Sat.1 regional, 19. Juli 2022